# Museo del Mar

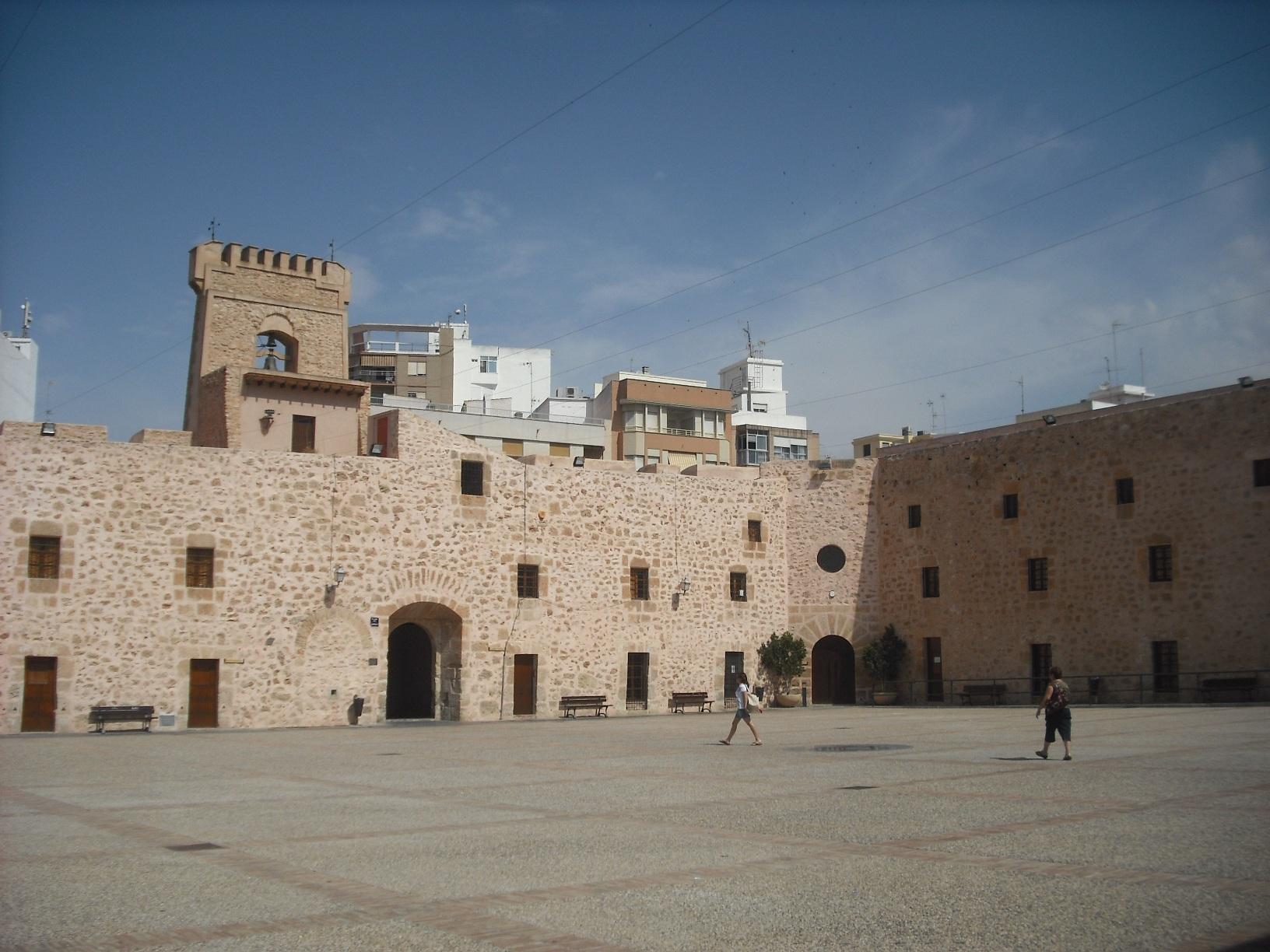
Plaza de Armas del Castillo – Fortaleza

Das Museo del Mar ist ein öffentliches Fischerei- und Schifffahrtsmuseum im spanischen Küstenort Santa Pola an der Costa Blanca. Santa Pola gehört zu den wichtigsten Fischereihäfen der spanischen Mittelmeerküste.
Das Museum befindet sich in der 1557 erbauten Festungsanlage Castillo-Fortaleza de Santa Pola in der Nähe des Fischerhafen. Das Museumsgebäude an der Plaza de Armas wurde 1993 unter Denkmalschutz gestellt und in die Liste Bien de Interés Cultural eingetragen.

## Beschreibung
Die Ausstellung über acht Räume konzentriert sich auf das Leben der Menschen mit den Schwerpunkten Navigation, Kartierung, maritime Traditionen, Holzbootbau, Hafengeschichte, die Rolle der Kirche in der Schifffahrt, Handel und Alltagsdinge der Fischerei. In sechs Themenschwerpunkten wird die Fischereigeschichte von Santa Pola vorgestellt, die prähistorische Vorgeschichte, die Zeit der Iberer, Keramikbehälter Portus Illicitanus, Befestigungsanlage an der Küste, die Fischereitechniken und die Bedeutung der Salinas in der Fischwarenherstellung. In den Meerwasser-Salinen rund um Santa Pola wird noch heute Salz gewonnen.
Zusätzliche Dienstleistungen bietet die umfangreiche Bibliothek, die spezialisiert ist auf die Themen der alten Geschichte, Archäologie, Ethnographie und Navigation. In der Museumsanlage befindet sich ein Zentrum zur Restaurierung, Pflegeberatung zur Archäologie und Denkmalpflege von historischen Holzschiffen mit eigenem Labor.